# Sojus MS-01
Sojus MS-01 (Sojus MS) ist eine Missionsbezeichnung für den Flug des russischen Raumschiffs Sojus zur Internationalen Raumstation. Im Rahmen des ISS-Programms trug der Flug die Bezeichnung ISS AF-47S. Es war der 47. Besuch eines Sojus-Raumschiffs an der ISS und der 153. Flug im Sojusprogramm.

## Besatzung

### Hauptbesatzung
- Anatoli Alexejewitsch Iwanischin (2. Raumflug), Kommandant (Russland/Roskosmos)
- Takuya Ōnishi (1. Raumflug), Bordingenieur (Japan/JAXA)
- Kathleen Hallisey Rubins (1. Raumflug), Bordingenieurin (USA/NASA)

### Ersatzmannschaft
- Oleg Wiktorowitsch Nowizki (2. Raumflug), Kommandant (Russland/Roskosmos)
- Thomas Pesquet (1. Raumflug), Bordingenieur (Frankreich/ESA)
- Peggy Annette Whitson (3. Raumflug), Bordingenieurin (USA/NASA)

## Missionsbeschreibung
Die Mission brachte drei Besatzungsmitglieder der ISS-Expeditionen 48 und 49 zur Internationalen Raumstation.
Erstmals kam das weiterentwickelte Sojus-MS-Raumschiff zum Einsatz. Dieses unterscheidet sich von der bisherigen Version unter anderem durch das neue Annäherungs- und Kopplungssystem Kurs-NA.
Um die neuen Systeme ausgiebig testen zu können, wurde statt des zuletzt üblichen Sechs-Stunden-Rendezvous mit der ISS wieder auf die zwei Tage dauernde alte Variante umgestellt. Dies wurde bei den nächsten Missionen noch einmal wiederholt.
Das Abdocken erfolgte schließlich am 30. Oktober 2016 um 0:35 UTC, damit begann auf der Station die ISS-Expedition 50 mit Shane Kimbrough als Kommandanten. Die Landung erfolgte am selben Tag um 3:59 UTC 155 km südöstlich von Scheskasgan in der kasachischen Steppe.

## Galerie

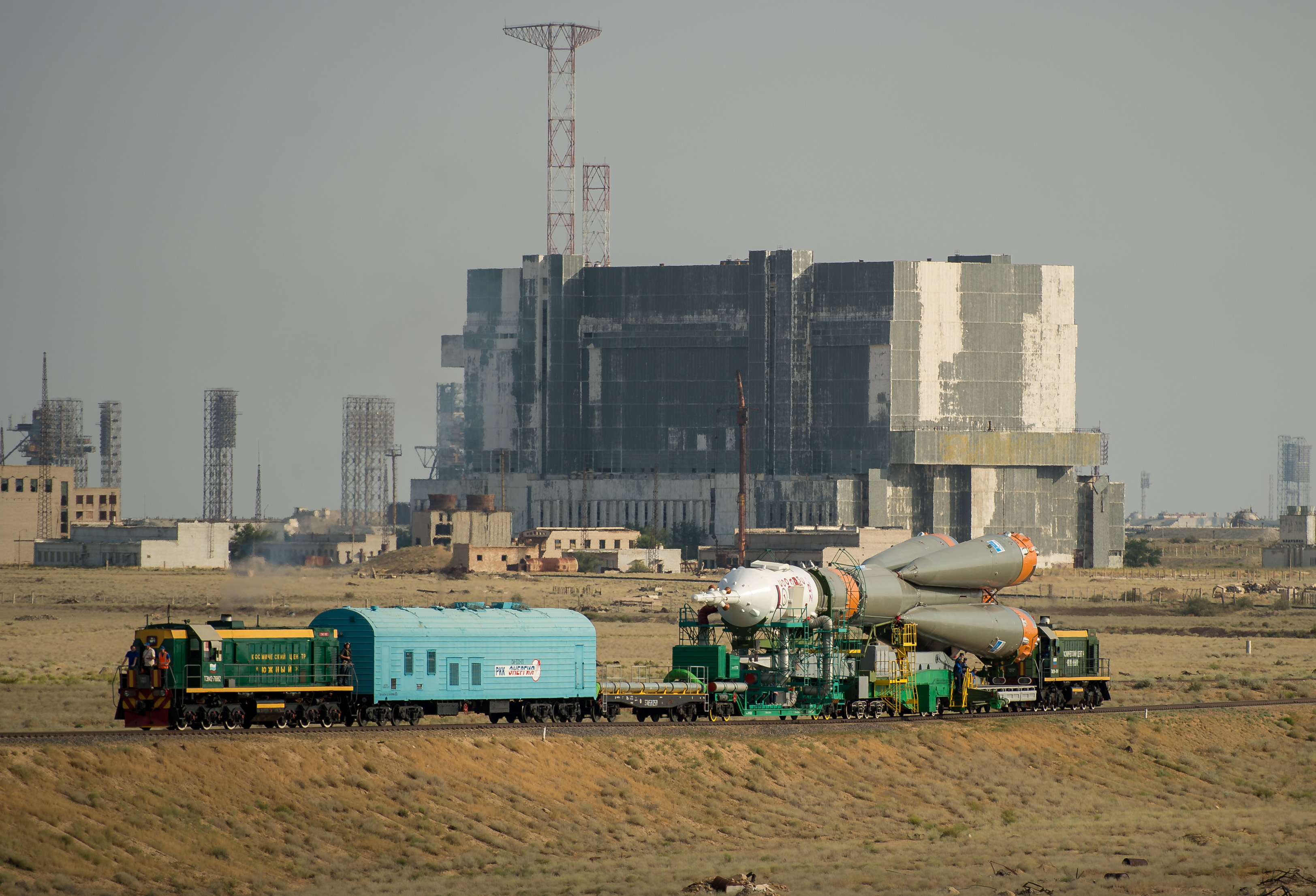
Der Rollout der Rakete am 4. Juli 2016
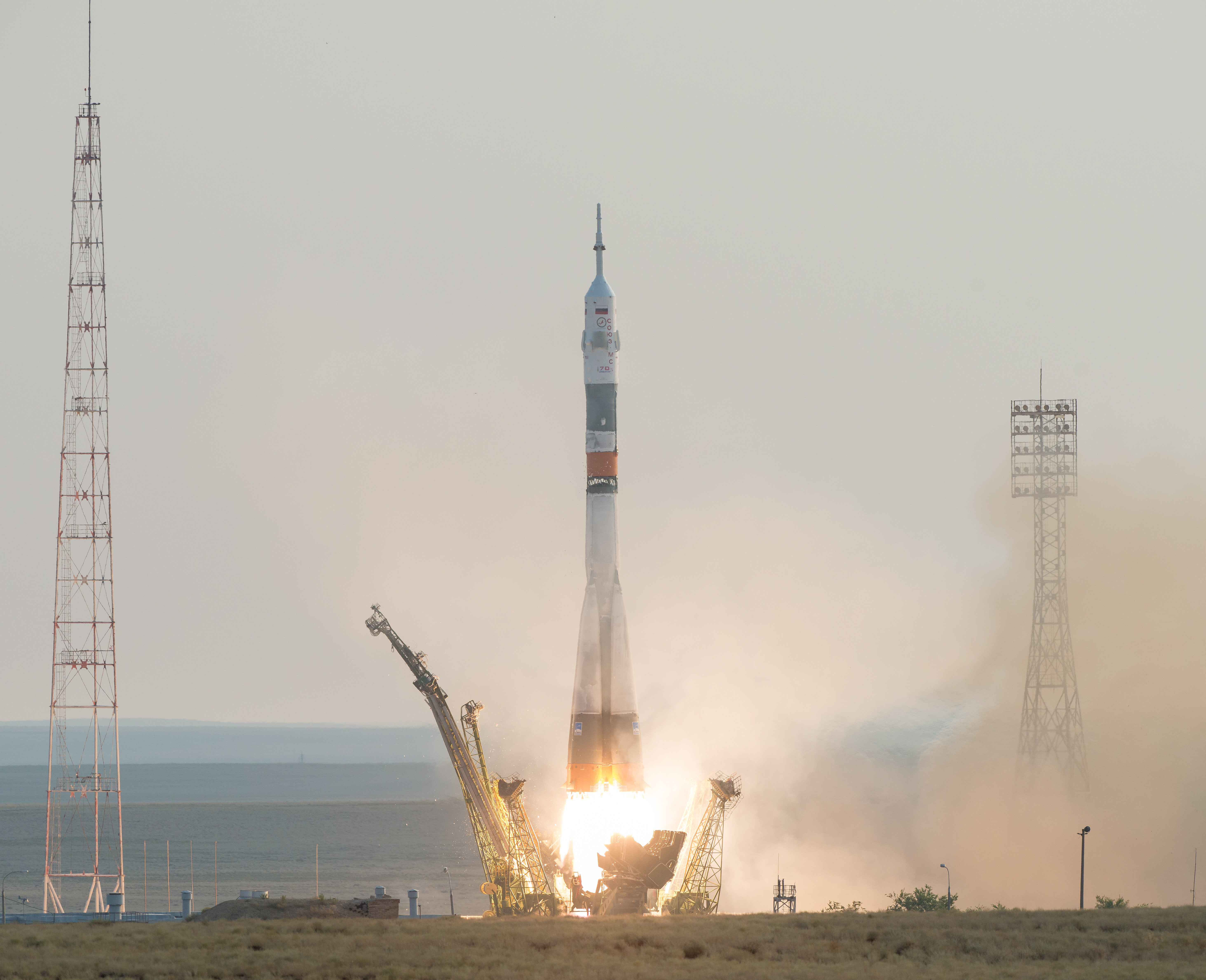
Der Start am 7. Juli
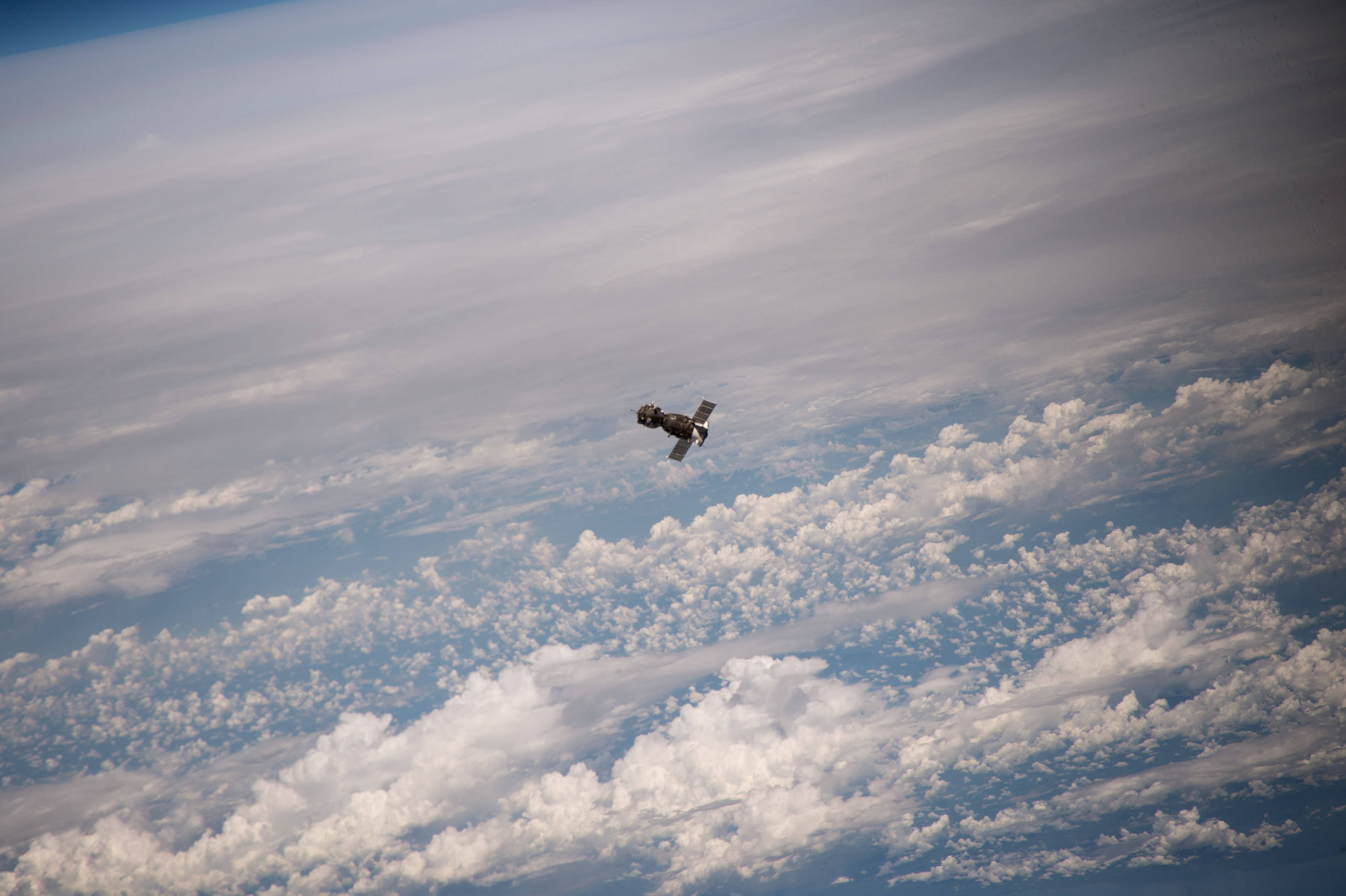
Das Raumschiff nähert sich der ISS am 9. Juli
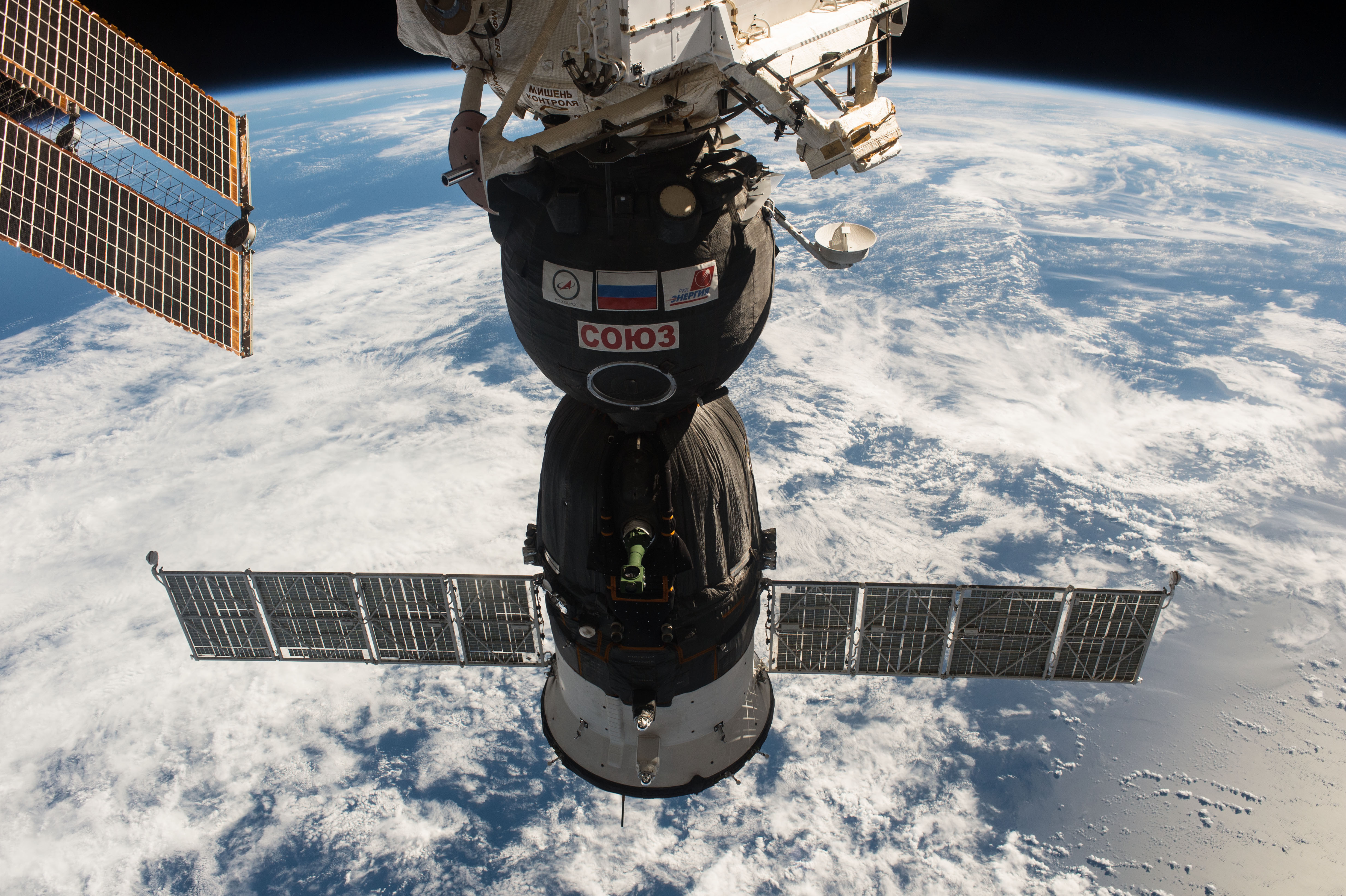
Das Raumschiff an Rasswet am 10. Juli
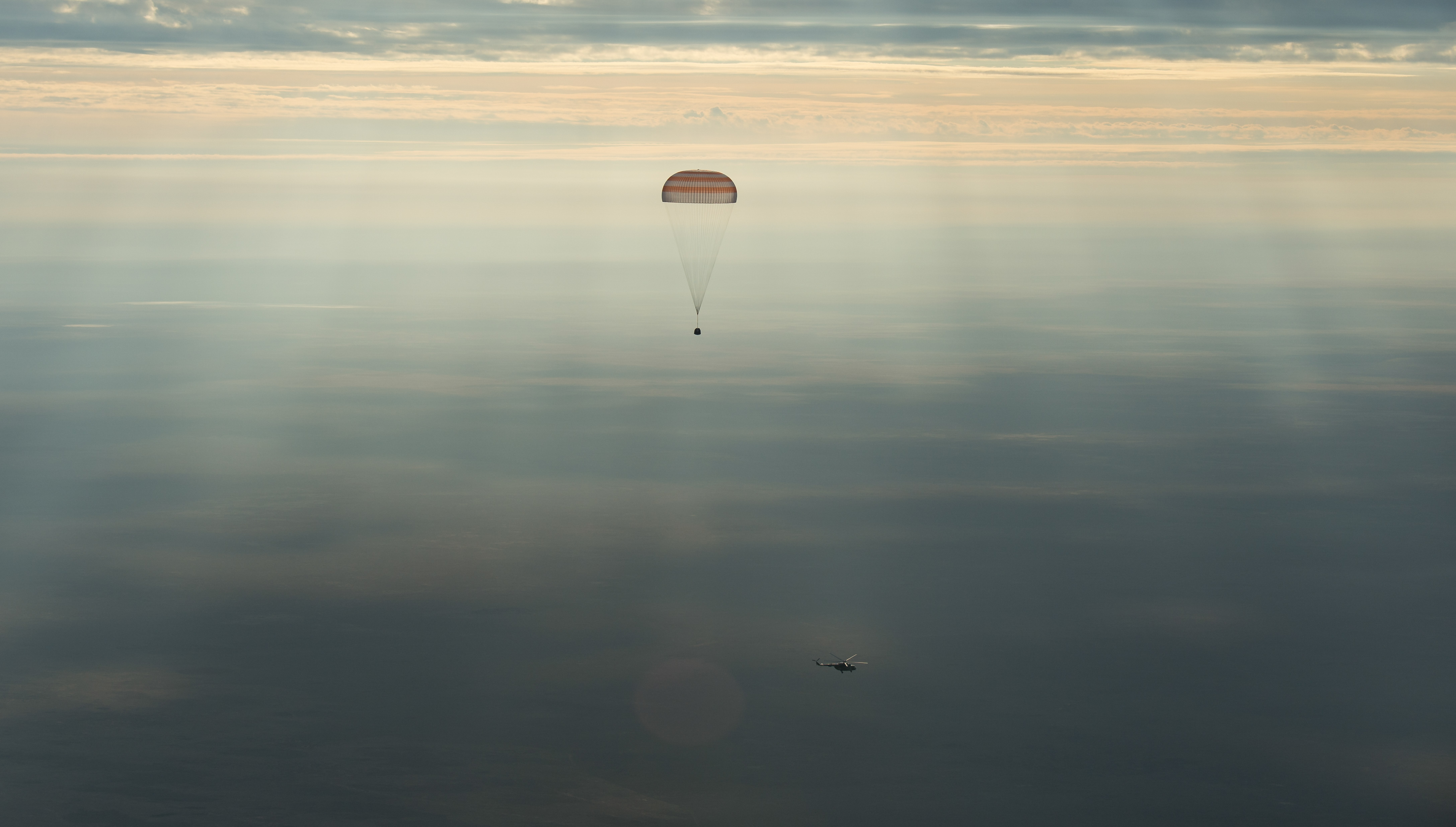
Die Landekapsel am Fallschirm am 30. Oktober 2016
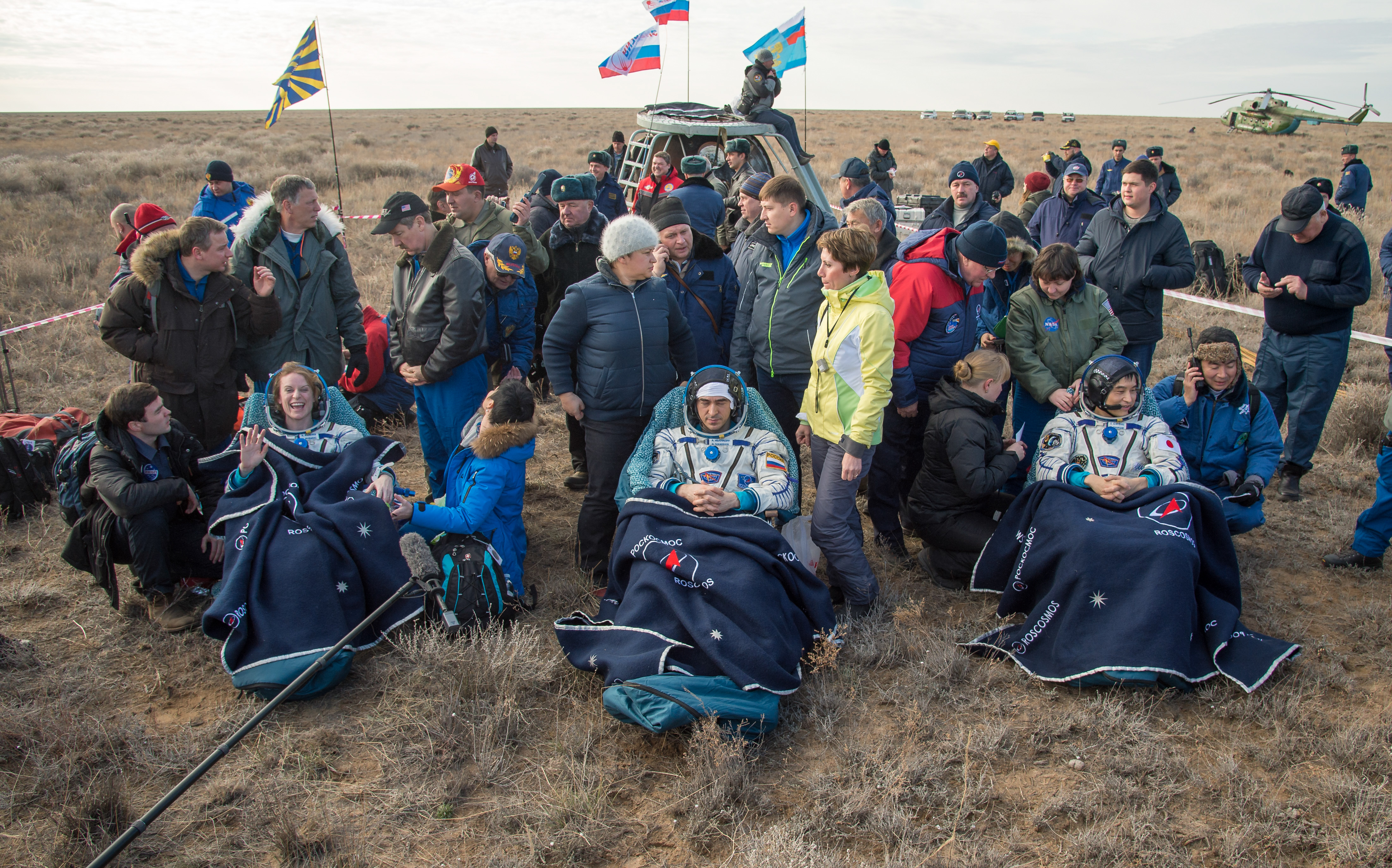
Die Crew mit den Helfern kurz nach der Landung